# Chevrolet Avalanche
Der Chevrolet Avalanche ist ein viertüriges, fünf- oder sechssitziges Pick-up-Modell des US-amerikanischen Autokonzerns General Motors, das 2001 eingeführt und bis 2013 produziert wurde. Der Name Avalanche bedeutet Lawine. Beim Avalanche handelt es sich um die Pick-up-Version des Chevrolet Suburban. Ähnlichkeiten bestehen zum Chevrolet Silverado, doch besitzt der Avalanche im Gegensatz zu diesem eine geschlossene Ladefläche. Außerdem verfügt der Avalanche ausschließlich über eine Doppelkabine. Der Avalanche wurde mit den gleichen Motoren wie der Chevrolet Tahoe ausgerüstet.
Mit der zweiten Modellgeneration wurde die Frontpartie vollständig der des Suburban angepasst. Diese Version wurde ab Ende 2006 produziert. Die Preise begannen bei 34.335 US-Dollar (ca. 21.500 €) für den LS (Stand: 2008).

## Chevrolet Avalanche (GMT800, 2001–2006)

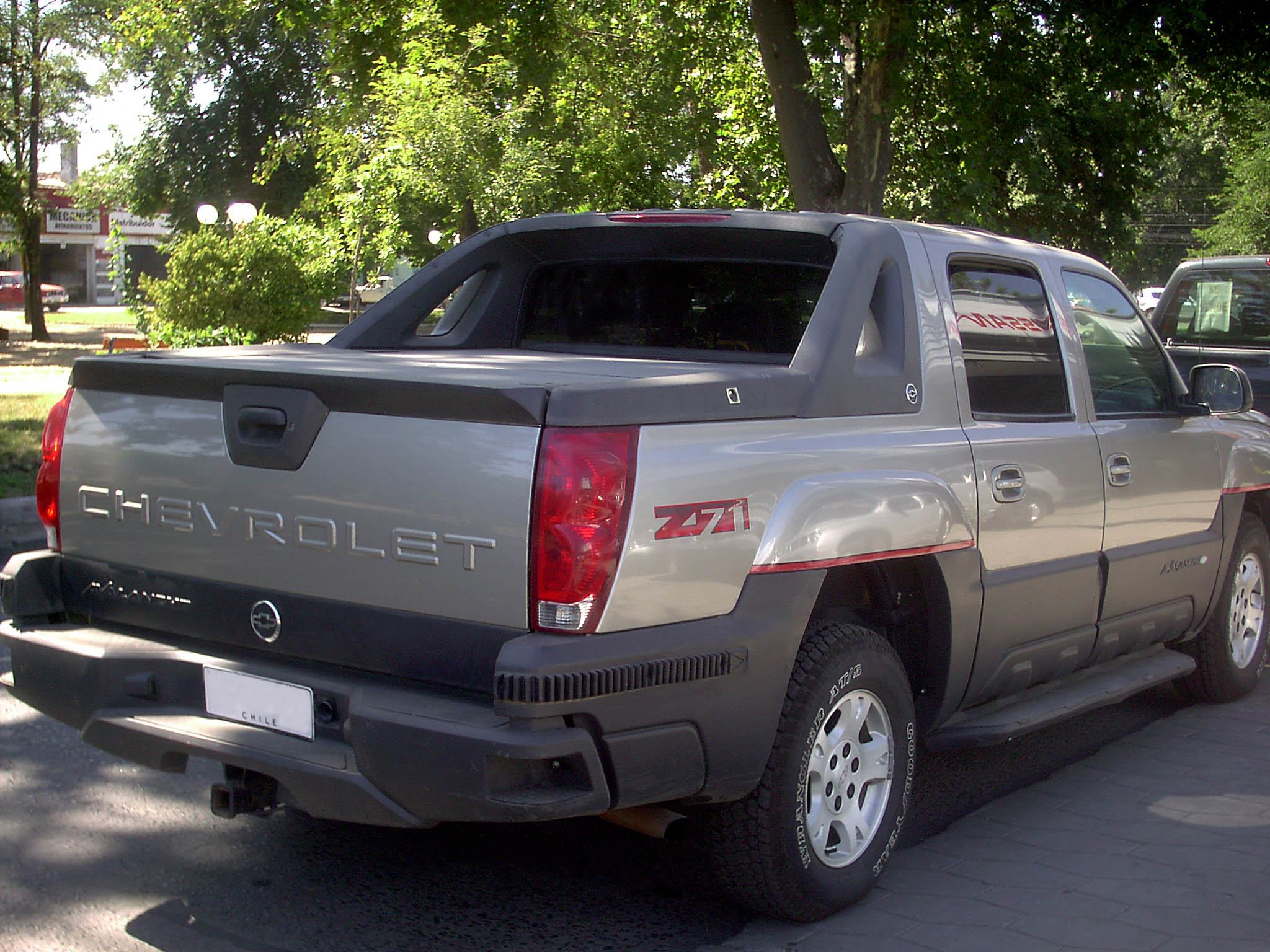
Heckansicht

Erstmals gezeigt wurde das Fahrzeug als Konzeptfahrzeug auf der North American International Auto Show (NAIAS) 2000. Das Serienfahrzeug kam im Jahr 2001 auf den Markt und wurde bis 2006 produziert. Es basiert auf der GMT800-Plattform. Die erhältlichen Motoren waren ein 5,3-Liter-V8-Motor mit einer maximalen Leistung von 213 kW (285 hp) im Avalanche 1500 bzw. ein 8,1-Liter-V8-Motor mit einer maximalen Leistung von 254 kW (340 hp) im Avalanche 2500. Die Leistung wird mittels Hinterrad- bzw. Allradantrieb und ein Vierstufen-Automatikgetriebe (Hydramatic 4L60E beim Avalanche 1500 bzw. Hydramatic 4L85E beim Avalanche 2500) an die Räder übertragen. Beim im Jahr 2002 durchgeführten US-NCAP-Crashtest wurde das Fahrzeug im Frontalversuch fahrerseitig mit drei Sternen und beifahrerseitig mit vier Sternen bewertet.

## Chevrolet Avalanche (GMT900, 2006–2013)

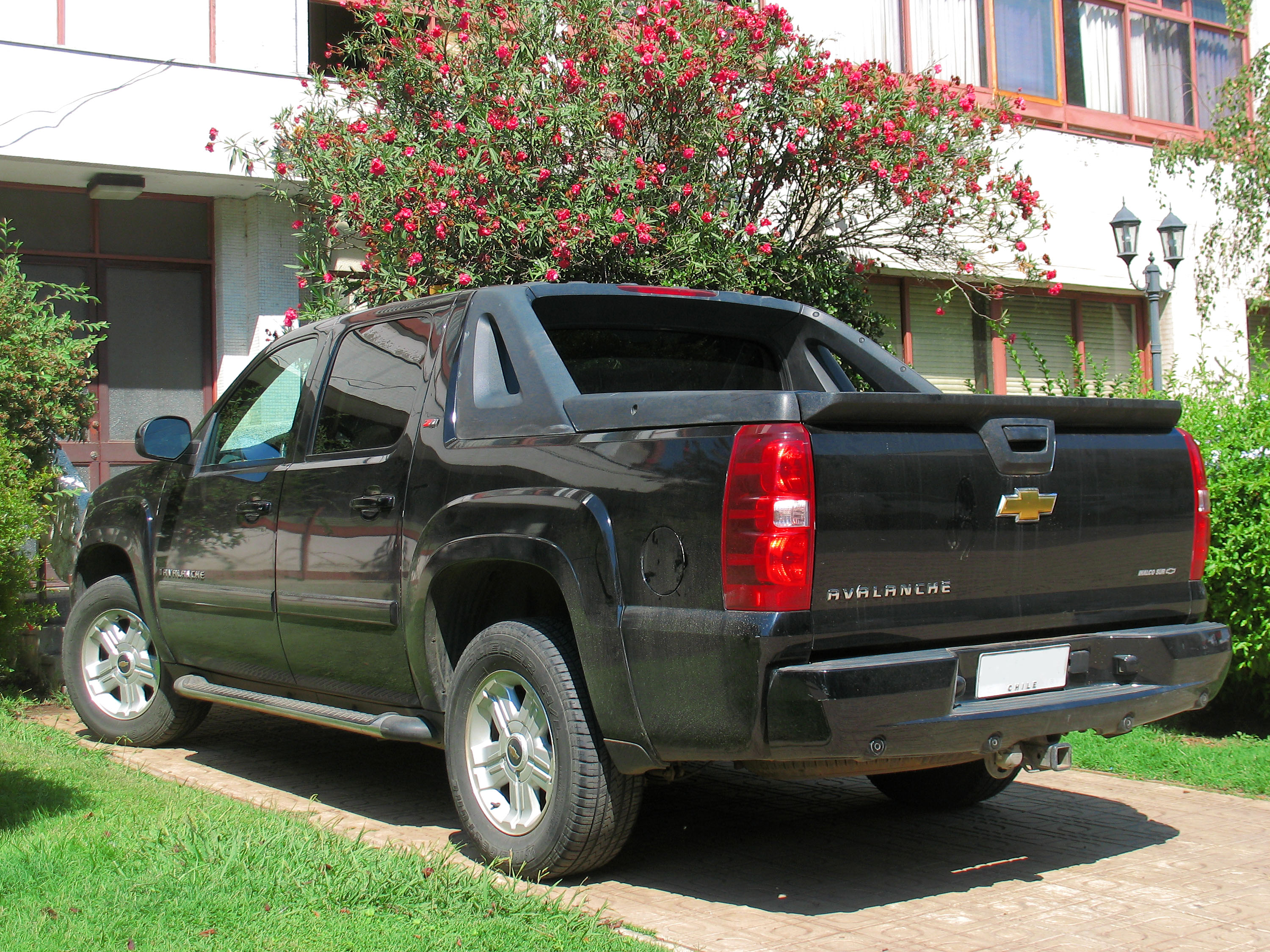
Heckansicht

Die zweite Generation des Fahrzeugs wurde erstmals auf der Chicago Auto Show 2006 gezeigt und basiert auf der GMT900-Plattform. Angeboten wurde es mit einem 5,3-Liter-V8-Motor mit einer maximalen Leistung von 239 kW (320 hp) und einem 5,3-Liter-V8-Motor mit einer maximalen Leistung von 239 kW (320 hp) bei Hinterradantrieb bzw. 231 kW (310 hp) bei Allradantrieb und einem bis ins Modelljahr 2010 angebotenen 6,0-Liter-V8-Motor mit einer maximalen Leistung von 273 kW (366 hp). Antriebsseitig blieb es wie bei der Vorgängergeneration anfangs bei einem Vierstufen-Automatikgetriebe das später (Modelljahr 2009) durch ein Sechsstufen-Automatikgetriebe ersetzt wurde; beide Motoren wurden mit Hinterrad- und Allradantrieb angeboten. Im US-NCAP-Crashtest im Jahr 2007 wurde das Fahrzeug beim Frontalversuch mit fünf Sternen bewertet. Im Jahr 2013 wurde die Produktion eingestellt.